# Christophe Plé
Christophe Plé (Aime, 29 aprile 1966) è un ex sciatore alpino francese.

## Biografia
Specialista delle prove veloci, Plé ottenne il primo piazzamento in Coppa del Mondo il 7 dicembre 1987 a Val-d'Isère in discesa libera (6º) e ai successivi XV Giochi olimpici invernali di Calgary 1988, sua prima presenza olimpica, si classificò 25º nella discesa libera e 12º nella combinata; nello stesso anno conquistò l'unico podio in Coppa del Mondo, l'11 marzo a Beaver Creek in discesa libera (2º). Sempre in discesa libera ai Mondiali di Vail 1989, sua prima presenza iridata, si piazzò 15º e nella stagione 1990-1991 in Coppa Europa vinse la classifica di specialità, mentre ai Mondiali di Morioka 1993, sua ultima presenza iridata, fu 9º.
Ai XVII Giochi olimpici invernali di Lillehammer 1994, sua ultima presenza olimpica, si classificò 22º nella discesa libera e 17º nel supergigante; prese per l'ultima volta il via in Coppa del Mondo il 5 febbraio 1996 a Garmisch-Partenkirchen in supergigante (51º) e si ritirò al termine di quella stessa stagione 1995-1996: la sua ultima gara fu la discesa libera dei Campionati francesi 1996, disputata il 26 marzo a Les Menuires e chiusa da Plé al 6º posto.

## Palmarès

### Coppa del Mondo
- Miglior piazzamento in classifica generale: 20º nel 1988
- 1 podio:
  - 1 secondo posto

### Coppa Europa
- Miglior piazzamento in classifica generale: 6º nel 1991
- Vincitore della classifica di discesa libera nel 1991

### Campionati francesi
- 2 medaglie (dati dalla stagione 1994-1995):
  - 1 oro (supergigante nel 1995)
  - 1 bronzo (discesa libera nel 1995)